# Kopaninský potok (přítok Jankovského potoka)
Kopaninský potok, dříve nazývaný též Blatina, je levostranný přítok Jankovského potoka v okrese Pelhřimov v Kraji Vysočina. Délka toku činí 6,5 km. Plocha povodí měří 9,1 km².

## Průběh toku
Potok pramení jižně od Rybníčku v nadmořské výšce okolo 580 m. Po celé své délce teče převážně severním směrem. Na horním toku protéká výše zmíněnou osadou, severně od níž proudí podmáčenými loukami a postupně vtéká do zalesněného údolí. Na středním toku, zhruba na 4,0 říčním kilometru, se při levém břehu potoka rozprostírá Rohův Mlýn. Na dolním toku protéká Kopaninský potok obcí Velký Rybník, kde napájí víceúčelový poldr a dva místní rybníky. Severně od obce podtéká silnici I/34 a stáčí se více na severozápad. Přibližně na 1,0 říčním kilometru je potok rozdělen na dvě části. První rameno odtéká na sever, kde se po krátkém úseku vlévá do Jankovského potoka. Druhé (hlavní) rameno směřuje na severozápad, napájí rybníky Strážník, Lipky a rybník Chabák, který se nachází v Kletečné. Pod posledně jmenovaným rybníkem se vlévá zleva do Jankovského potoka, na 4,2 říčním kilometru, v nadmořské výšce okolo 460 m.